# Hospes longitarsis
Hospes longitarsis là một loài bọ cánh cứng trong họ Cerambycidae.